# 罗纳德·斯努克
罗纳德·斯努克（英語：Ronald Snook，1972年5月5日—），澳大利亚男子赛艇运动员。他曾代表澳大利亚参加1996年夏季奥林匹克运动会赛艇比赛，获得男子四人双桨铜牌。